# Dürriaden Kadın
Dürriaden Kadın (turco ottomano: درعدن قادین, lett. "perla del paradiso"; nata Hatice Voçibe; Kars o Sochi, 16 maggio 1860 – Istanbul, 17 ottobre 1909) è stata la seconda consorte del sultano ottomano Mehmed V.

## Biografia

### Origini
Dürriaden Kadın nacque il 16 maggio 1860 come Hatice Hanim. Era figlia di Voçibe Mustafa Bey e sorella di Aziz Bey, padre di Inşirah Hanim, consorte di Mehmed VI (fratellastro minore di Mehmed V). I documenti di palazzo indicano che nacque a Kars, ma membri della corte ritengono che possa essere nata invece a Sochi, città d'origine della sua famiglia, e che sia emigrata a Istanbul quando la regione fu invasa dai russi.
Venne mandata alla corte ottomana di Istanbul quando aveva tre anni e crebbe lì, dove venne rinominata Dürriaden Hanım. 

### Consorte Imperiale
Dürriaden sposò il futuro Mehmed V il 10 ottobre 1876 a Palazzo Ortaköy, negli appartamenti Valiahd Şehzade. Lui aveva trentadue anni e lei sedici, ed era la sua seconda consorte. Due anni dopo partorì il loro unico figlio, Şehzade Mahmud Necmeddin, nato affetto da cifosi e in cattiva salute, cosa che preoccupava profondamente sua madre. 
A fine aprile 1909 Mehmed salì al trono e Dürriaden venne elevata al rango di "Seconda Consorte", col titolo Dürriaden Kadın.

### Morte
Indebolita a causa dello stess per la salute del figlio, nel 1909 Dürriaden si ammalò di tubercolosi e isolata nel Palazzo Vadildebağı, dove morì il 17 ottobre 1909 a quarantanove anni. 
Venne sepolta nel mausoleo Gülistu Kadin nella Moschea di Fatih. Suo figlio le dedicò una fontana a Kuruçeşme.

## Discendenza
Da Mehmed V, Dürriaden Kadın ebbe un figlio:
- Şehzade Mahmud Necmeddin (23 giugno 1878 - 27 giugno 1913). Affetto da cifosi, non si sposò né ebbe figli[2][4].